# Zumbi Esporte Clube
Zumbi Esporte Clube, mais conhecido como Zumbi dos Palmares ou simplesmente Zumbi, é um clube brasileiro de futebol sediado na cidade de União dos Palmares (Alagoas). Foi fundado no dia 15 de novembro de 1954, participou de quatro edições do Campeonato Alagoano entre os anos de 1996 à 1999 e oito edições da Segunda Divisão do Alagoano, sendo vice-campeão nas edições de 1995, 2017, 2019, 2021, 2022 , 2023 e 2024.Seu maior rival é o União onde protagonizam o Duelo dos Felinos.

## História

### Fundação e primeira competição
Foi fundado em 15 de novembro de 1954, manda suas partidas no Estádio Orlandão, em União dos Palmares, com capacidade para 5.000 torcedores. Em 1995 participou pela primeira vez do Campeonato Alagoano Segunda Divisão, onde foi vice-campeão e promovido à elite estadual. Em 1996, participou do Campeonato Alagoano ficando em sexto colocado, três anos após foi rebaixado terminando o estadual de 1999 em nono colocado, o Zumbi disputa, atualmente, o Segunda Divisão do Campeonato Alagoano. Tem como rival o União da mesma cidade, o confronto chama-se Duelo dos Felinos.
O nome do clube (que além de levar atualmente uma pantera em seu escudo devido a vários relatos de integrantes de expedições que iam tentar atacar Palmares que diziam que o próprio Zumbi lembrava uma pantera tamanha a sua coragem em combate, um de seus tantos apelidos é o de Ganga-Zumba, em referência a seu tio, que foi seu antecessor no reinado de Palmares), é uma homenagem a Zumbi, líder do Quilombo dos Palmares, que foi criado no século XVII na Serra da Barriga, onde fica o município de União dos Palmares.

### Penta-vice da Segunda Divisão
Segunda Divisão de 1995
Liderou seu grupo na primeira fase e também na segunda, chegando invicto na grande final, que foi disputada em três jogos, onde venceu o primeiro, perdeu o segundo, empatou o terceiro e foi derrotado nos pênaltis pelo CE Miguelense.

#### Segunda Divisão de 2017
Seu momento mais histórico foi vivido em 2017, quando concluiu em segundo lugar na Segunda Divisão de 2017, perdeu o título e o acesso para o Dimensão Capela por saldo de gols.

#### Segunda Divisão de 2019
Em 2019, novamente terminou com o vice-campeonato, após perder a primeira partida por 2 a 1 jogando em casa contra o CSE, empatou o segundo jogo em Palmeira dos Índios por 2 a 2, perdendo novamente o título e o acesso a Primeira Divisão.

#### Segunda Divisão de 2021[1]
Em 2021, o Zumbi novamente terminou com o vice-campeonato depois de ter feito a melhor campanha da Segunda Divisão de 2021, após perder a primeira partida por 1 a 0 jogando em casa contra o Cruzeiro de Arapiraca, e com gol de falta no segundo jogo em Palmeira dos Índios perdeu pelo placar mínimo, o gol foi de Max Alexandre o carrasco do Zumbi na temporada, perdendo novamente o título e o acesso a Primeira Divisão.

#### Segunda Divisão de 2022[2]
No ano de 2022, a Pantera Verde disputa a Segunda Divisão pela sexta vez, concluiu a primeira fase em primeiro colocado com 16 pontos 5 vitórias e 1 empate, 8 gols marcados e 2 gols sofridos. Na semifinal enfrentou a equipe FF Sport Nova Cruz, em duas partidas foram uma vitória por 1 a 0 e um empate em 1 a 1, classificando a Pantera para a final pela terceira vez. Na grande final disputada em dois jogos, enfrentou o Coruripe, na primeira partida em Coruripe perdeu por 2 a 1, o gol marcado pela pantera foi de Gabriel Santos aos 5 minutos do primeiro tempo, no segundo jogo e decisivo foi realizado no Estádio Rei Pelé em Maceió, o Zumbi venceu por 2 a 1 com gols de Adrian e Dakson aos 25 e 27 minutos do primeiro tempo respectivamente, levando a decisão para os pênaltis, nas penalidades o Zumbi converteu apenas um pênalti com Etinho e perdeu nas disputas por 4 a 1, perdendo o título e a vaga na Primeira Divisão de 2023. Esta foi a quinta final perdida, sendo a segunda consecutiva e chegando ao seu quinto vice-campeonato.

## Estatísticas
|  | Participações em 2024 |

| Competição | Competição          | Temporadas | Melhor campanha        | Estreia | Última | P | R |
| Alagoas    | Campeonato Alagoano | 4          | 5º colocado (1998)     | 1996    | 1999   |   | 1 |
| Alagoas    | Segunda Divisão     | 9          | Vice-campeão (7 vezes) | 1995    | 2024   | – |   |